# Robert Ammann
Robert Ammann (1 de octubre de 1946 - mayo de 1994) fue un matemático aficionado estadounidense que realizó varias contribuciones significativas e innovadoras a la teoría de los cuasicristales y de los teselados aperiódicos.

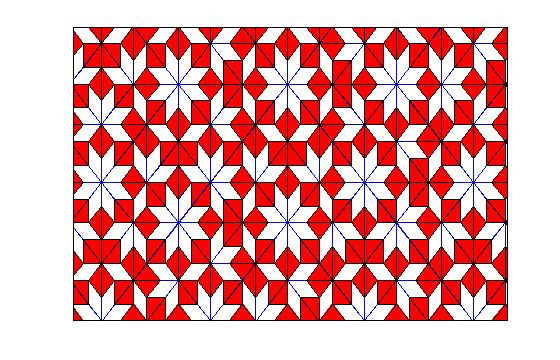
Teselado de Ammann-Beenker

## Semblanza
Ammann asistió a Universidad Brandeis, pero generalmente no iba a clase, y abandonó los estudios después de tres años. Trabajó como programador para Honeywell. Después de doce años, su puesto fue eliminado como parte de un recorte de plantilla, y terminó trabajando como clasificador de correo para el servicio postal.
En 1975 leyó un artículo de Martin Gardner sobre un nuevo trabajo matemático de Roger Penrose, que había descubierto dos conjuntos simples de mosaicos aperiódicos, cada uno de los cuales constaba de solo dos cuadriláteros. Pero como Penrose estaba pendiente de registrar una patente sobre su idea, no estaba listo para publicarla y la descripción de Gardner era bastante vaga. Ammann escribió una carta a Gardner, describiendo su propio trabajo, que duplicaba uno de los conjuntos de Penrose, más un cuarteto de romboedros áureos que formaban mosaicos aperiódicos en el espacio.
Siguieron más cartas y Ammann se convirtió en corresponsal de muchos investigadores profesionales. Descubrió varios mosaicos aperiódicos nuevos, los ejemplos más simples conocidos de conjuntos de teselados aperiódicos. También mostró cómo generarlos usando líneas en el plano como guías para las líneas marcadas en los mosaicos, procedimiento conocido con el nombre de "barras de Ammann".
El descubrimiento de cuasicristales en 1982 cambió el estatus de los teselados aperiódicos, y el trabajo de Ammann pasó de ser un mero divertimento matemático a convertirse en una investigación académica respetable.
Después de más de diez años de negativas, aceptó reunirse personalmente con varios profesionales y, finalmente, incluso asistió a dos reuniones sobre el tema y pronunció una conferencia en cada una. Posteriormente, Ammann desapareció de la vida pública y murió de un ataque al corazón unos años más tarde. La noticia de su muerte no llegó a la comunidad investigadora hasta pasados unos años.
Cinco conjuntos de mosaicos descubiertos por Ammann fueron descritos en "Tilings and Patterns" y posteriormente, en colaboración con los autores del libro, publicó un artículo demostrando la aperiodicidad de cuatro de ellos. Los descubrimientos de Ammann se dieron a conocer solo después de que Penrose publicó su propio descubrimiento y obtuvo la prioridad. En 1981, de Bruijn expuso el método de corte y proyección y en 1984 llegó la sensacional noticia sobre los cuasicristales de Shechtman, que propiciaron que la teselación de Penrose se hiciera famosa. Pero en 1982 Beenker publicó una explicación matemática similar para el caso octogonal que pasó a conocerse como teselado de Ammann-Beenker. En 1987 Wang, Chen y Kuo anunciaron el descubrimiento de un cuasicristal con simetría octogonal. El revestimiento decagonal del teselado de Penrose se propuso en 1996 y dos años más tarde, Ben Abraham y Gähler propusieron una variante octogonal para el teselado de Ammann-Beenker, de forma que el nombre de Ammann pasó a ser el del eterno segundón. Sin embargo, es reconocido por ser quien propuso por primera vez la construcción de prismas rómbicos, que es el modelo tridimensional de los cuasicristales de Shechtman.